# Makabou
Makabou est un village du Tchad, situé dans le canton de Serem, sous-préfecture de Bologo, comprise dans le département de la Tandjilé Ouest et la région de la Tandjilé.
Il est situé sur la rive gauche du bras du fleuve Tandjilé. Le village est entouré de grands caïlcédrats. La population est bilingue (Ngambaye et Lélé).
L'activité principale de la population est l'agriculture et la pêche.